# Croisac
Nicolas Bonenfant, dit Croisac, est un acteur français du XVIIe siècle, mort vers 1692.
Jeune clerc de procureur, il fait partie de l'Illustre Théâtre, puis entre dans la troupe de La Couture, avant d'entrer dans celle de Du Clos en 1651.
Gagiste dans la troupe de Molière en 1658, celui-ci le congédie à Pâques 1659. Croisac constitue sa propre troupe en 1663, puis on perd sa trace.
Il est l'auteur de Méliane, « tragi-comédie accommodée en pastorale », représentée vers 1653. C'est une adaptation de la Céliane de Rotrou.
« M. Bonnenfan [sic] qui est mort depuis peu de temps dans l'humiliation et dans la pénitence qu'il avait embrassée et pratiquée depuis plusieurs années qu'il avait abandonné la comédie, après avoir été contemporain de Molière, et avoir excellé dans le sérieux et dans les grands rôles autant que Molière dans le comique... ».

## Note
1. ↑  Laurent Pégurier, Réfutation des sentiments relâchés d'un nouveau théologien, 1694, pp. 76–77, accessible en ligne.